# Ponta Porã
Ponta Porã, amtlich portugiesisch Município de Ponta Porã, ist eine Stadt im brasilianischen Bundesstaat Mato Grosso do Sul. Die Bevölkerungszahl wurde zum 1. Juli 2019 auf 92.526 Einwohner geschätzt, die auf einer Gemeindefläche von rund 5330,4 km² leben und Ponta-Poranenser  (ponta-poranenses) genannt werden. Sie steht an 5. Stelle der 79 Munizips des Bundesstaates. In Ponta Porã wird auch Portunhol gesprochen.

## Geographie

### Lage
Die Stadt liegt 324 km von der Hauptstadt des Bundesstaates (Campo Grande) und 1326 km von der Landeshauptstadt (Brasília) entfernt. Die Stadt grenzt im Norden an die Nachbarstädte Antônio João, Bela Vista, Jardim und Guia Lopes da Laguna, im Süden an Aral Moreira und Laguna Carapã, im Osten an Dourados  und Maracaju und im Westen an Pedro Juan Caballero (Paraguay).

### Klima
Die Gemeinde hat tropisches gemäßigtes Klima, Cfa nach der Klimaklassifikation nach Köppen und Geiger. Die Durchschnittstemperatur beträgt 21,3 °C. Die durchschnittliche Niederschlagsmenge liegt bei 1352 mm im Jahr.

### Gewässer
Die Stadt liegt am Rio Dourado, der zum Flusssystem des Río de la Plata gehört.

### Durchschnittseinkommen und HDI
Das monatliche Durchschnittseinkommen betrug 2017 den Faktor 2,2 des brasilianischen Mindestlohns (Salário mínimo) von R$ 880,00 (umgerechnet für 2019: rund 438 €). Der Index der menschlichen Entwicklung (HDI) ist mit 0,701 für 2010 als hoch eingestuft.
Das Bruttosozialprodukt pro Kopf betrug 2016 29.334,28 R$.

## Trivia
Ponta Porã ist der Schauplatz des Romananfangs von John Grishams Der Partner.